# Аурих
Аурих (њем. Aurich) град је у њемачкој савезној држави Доња Саксонија. Једно је од 24 општинска средишта округа Аурих. Према процјени из 2010. у граду је живјело 40.447 становника. Посједује регионалну шифру (AGS) 3452001.

## Географски и демографски подаци
Аурих се налази у савезној држави Доња Саксонија у округу Аурих. Град се налази на надморској висини од 4 метра. Површина општине износи 197,2 km². У самом граду је, према процјени из 2010. године, живјело 40.447 становника. Просјечна густина становништва износи 205 становника/km².

## Међународна сарадња
| Мјесто    | Држава    | Врста сарадње | Од    |
| --------- | --------- | ------------- | ----- |
| Алмати    | Казахстан | партнерство   | 1991. |
| Апингедам | Холандија | партнерство   | 1989. |
| Извор     |           |               |       |